# بارت دي ليخت
بارثولوميوس دي ليخت (بالهولندية: Bart de Ligt)‏ (17 يوليو 1883 سخالكفيك بأوتريخت -3 سبتمبر 1938 نانت) هو ناشط لاسلطوي لاعنفي ومناهض للعسكرة. يُعرف دي ليخت بشدة لدعمه لمعارضي الخدمة العسكرية.

## حياته وعمله
كان والده قسًا كالفينيًا. حذا دي ليخت حذو والده، إذ أصبح طالبًا يدرس اللاهوت في جامعة أوتريخت. عندما كان في الجامعة انكشف على الفكر الليبرالي والفلسفة الهيغيلية لأول مرة، وفي عام 1909 أصبح عضوًا في عصبة المسيحيين الاشتراكيين. في عام 1910، أصبح قسًا في الكنيسة المُصلحة في نوينين قرب آيندهوفن في برابانت حيث كان والد فان جوخ قسًا مدة خمس وعشرين عامًا.

### أول سنواته في مناهضة الحرب
في عام 1914، انضم دي ليخت مع زملائه القساوسة إيه. ر. دي يونغ وتروس كويرت لكتابة «ذنوب الكنيسة»، متهمين المؤسسة المسيحية بأنها كانت متواطئة مع الأحداث التي نتجت عنها الحرب العالمية الأولى. بعد فترة، أصبحت كل كتاباته ممنوعة عن القوات المسلحة الهولندية. أدّت خطبه الملتهبة في دعم معارضي الخدمة العسكرية إلى منعه من دخول المناطق الهولندية التي اعتبرت مناطق عسكرية.
في عام 1918 استقال من وظيفته (قسيسًا) معلنًا أنه، بسبب نهجه الشامل المتزايد في الدين، لم يعد يعتبر نفسه مسيحيًا على وجه التحديد.

### نشاطاته اللاحقة
في عام 1918، تزوج دي ليخت من الناشطة السويسرية كاثرينا ليديا فان روسيم، التي أنجب منها ولدًا. سُجن عام 1921 لتنظيمه إضرابًا عامًا لإطلاق سراح هيرمان غروينيندال، وهو معارض للخدمة العسكرية أضرب عن الطعام. لاحقًا في ذلك العام، أسس المكتب العالمي لمناهضة العسكرة. عندما انخرط بصورة أكبر في عمل عصبة الأمم، انتقل عام 1925 إلى جنيف، حيث بقي هناك لبقية حياته. ومع ذلك، أصبح دي ليخت متشككًا في جهود العصبة، إذ رآها وسيلةً للدول الاستعمارية للحفاظ على نظام عالمي غير عادل. نظر دي ليخت بدلًا من ذلك إلى الكونغرس المناهض للاضطهاد الاستعماري والإمبريالية، الذي عُقد عام 1927 في بروكسل بصفته ممثلًا أفضل لشعوب العالم. في لقاء للمنظمة العالمية لمقاومي الحرب عام 1934، قدم دي ليخت فكرته المشهورة حاليًا «خطة لحملة ضد كل الحروب والتحضيرات للحرب». (النص الكامل موجود في كتاب غزو العنف). اتخذ دي ليخت موقفًا صارمًا ضد الفاشية والنازية في ثلاثينيات القرن العشرين. في ثلاثينيات القرن العشرين، روج دي ليخت أيضًا لأفكار سيمون فايل.
كانت أفكار دي ليخت مؤثرةً بشكل خاص في بريطانيا؛ أثرت هذه الأفكار بصورة كبيرة على حركة لا مزيد من الحرب البريطانية. وصف الكاتب المسرحي آر. إتش. وارد في المجلة الداعية للسلام بيس نيوز دي ليخت بصفته غاندي الغرب.
كان آخر عمل لدي ليخت سيرة شخصية لإيراسموس، إذ جادل فان دين ديونغين أن دي ليخت ميّز إيراسموس بشدة: «لقد رأى في إيراسموس تقاربًا روحياً، إيراسموس الذي لم يكافح ضد الحرب والعنف فحسب، بل أيضًا من أجل الفكر الحر وتحرير الإنسانية».
في عام 1938، بعد مرضه لفترة وجيزة، انهار دي ليخت من الإعياء ومات في محطة القطارات في نانت.